# Karl Werkmann
Karl Werkmann (* 14. September 1878 in Salzburg; † 24. Dezember 1951 in Paris; 1918 bis 1919 Freiherr Werkmann von Hohensalzburg) war ein Journalist und Privatsekretär des letzten österreichisch-ungarischen Monarchen Karl I.

## Biographie

### Herkunft und Familie
Karl Martin Werkmann wurde als zweiter Sohn des österreichischen Versicherungskaufmanns August Werkmann (1848–1909) und der Louise Zügner (1846–1892) in Salzburg geboren. Seine Brüder waren August Werkmann, Professor in Wien, und Theobald Werkmann. Karl Werkmann war verheiratet mit Else Rutzen.

### Erster Weltkrieg

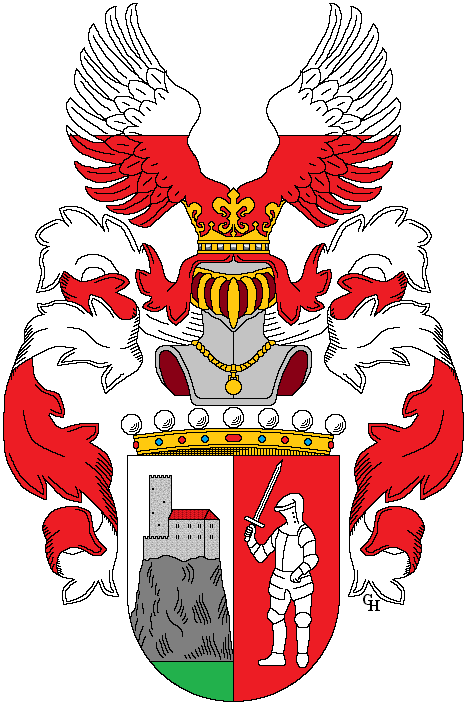
Wappen Werkmanns anlässlich seiner Erhebung in den Freiherrenstand 1918

Er schlug nach seiner Promotion eine Karriere als Journalist ein, bekleidete während des Ersten Weltkriegs den Rang eines k.u.k. Hauptmanns der Reserve im Kaiserschützen-Regiment Nr. I mit Zuteilung zur Generaladjutantur des Kaisers, wurde mit dem Eisernen Kreuz 2. Klasse ausgezeichnet und fungierte als Leiter des kaiserlichen Pressedienstes, ehe ihn der letzte österreichisch-ungarische Monarch Karl I. zu seinem Privatsekretär bestimmte.
Mit einem Handschreiben Kaiser Karls I. vom 11. November 1918 wurde Werkmann mit dem Prädikat „von Hohensalzburg“ in den österreichischen Freiherrenstand erhoben, zudem bestätigte ihm der Kaiser das vorgelegte Wappen. Am selben Tag verzichtete Kaiser Karl I. auf seinen Anteil an den Regierungsgeschäften.

### Legitimismus
Nach dem Regierungsverzicht Kaiser Karls I. begleitete Freiherr Werkmann von Hohensalzburg die kaiserliche Familie im März 1919 bei ihrer Ausreise von Österreich in die Schweiz. Rund um Kaiser Karl und Kaiserin Zita bildete sich ein kleiner Exil-Hofstaat, der aus dem ehemaligen Hofbischof Seydl, den Adjutanten Wladimir Graf Ledochowski und Zeno von Schonta sowie dem Sekretär Werkmann bestand. Die Kaiserin wurde von ihrer Hofdame Gabrielle Gräfin Bellegarde und der Erzieherin der Kinder, Therese von Korff, genannt Schmising-Kerssenbrock, begleitet. Weiters folgte auch Karls Mutter, Erzherzogin Maria Josepha, dem Kaiserpaar ins Exil nach.
Als nach dem Ende der Monarchie in Österreich-Ungarn durch das Parlament von Deutschösterreich am 3. April 1919 die Aufhebung des Adels beschlossen wurde, verlor auch Freiherr Werkmann von Hohensalzburg in Österreich das Recht zum Gebrauch seines Titels.
Nach dem Tod des Kaisers 1922 im Exil auf Madeira kehrte Werkmann nach Österreich zurück. Er wurde als Schriftsteller tätig, außerdem übersetzte er gemeinsam mit seiner Frau politische, autobiografische und belletristische Werke aus dem Englischen und Französischen ins Deutsche. Überdies engagierte er sich führend in der legitimistischen Bewegung, die sich im Winter 1918/19 formiert hatte. Werkmann brachte die Zeitschrift „Staatswehr“ heraus, zudem wurde die „Partei aller schwarzgelben Legitimisten“ (SGL) gegründet, die 1923 unter dem Namen „Kaisertreue Volkspartei“ an den Nationalratswahlen teilnahm, aber ohne Mandat blieb. Werkmann betätigte sich führend im „Reichsbund der Österreicher“ und war Mitglied der legitimistischen Studentenverbindung „Corps der Wikinger Wien“. Werkmann hielt Kontakt zu Kaiserin Zita und setzte sich publizistisch für Otto von Habsburg ein.

### Anschluss 1938 und Lebensende
Nach dem Anschluss Österreichs an das nationalsozialistische Deutsche Reich wurde Werkmann am 14. März 1938 in Wien von der Gestapo festgenommen (Name auf der Gestapo-Liste: „Werkmann Freiherr von Karl“) und am 1. April 1938  mit dem „Prominententransport“ in das KZ Dachau gebracht, wo er am 2. April 1938 die Häftlingsnummer 13795 erhielt. Am 16. November 1938 aus dem KZ Dachau entlassen, starb Werkmann im Dezember 1951 in Paris und wurde am 7. Januar 1952 in Luxemburg bestattet.

## Werke
- Der Tote auf Madeira. Verlag für Kulturpolitik, Berlin 1923
- Aus Kaiser Karls Nachlass. Verlag für Kulturpolitik, Berlin 1925
- Deutschland als Verbündeter: Kaiser Karls Kampf um den Frieden. Verlag für Kulturpolitik, Berlin 1931
- Otto von Habsburg: Ein ungelöstes europäisches Problem. Ralph A. Höger, Wien/Leipzig 1932
- Der Kaiser und die Bauern (Flugblatt). Druck: „Vorwärts“, Wien 1937